# L'Enfer dans la peau (film, 1959)
Pour les articles homonymes, voir L'Enfer dans la peau.
Pour plus de détails, voir Fiche technique et Distribution.
L'Enfer dans la peau (L'inferno addosso) est un film dramatique passionnel italien réalisé par Gianni Vernuccio et sorti en 1959.

## Synopsis
À Milan, les deux amis Marco et Andrea sont tous deux issus de bonnes familles, mais ils n'ont pas autant d'argent qu'ils le souhaiteraient pour leurs trains de vie interlopes. Sans trop de scrupules, ils décident de simuler l'enlèvement d'Andrea afin de pouvoir demander une riche rançon à leur père, alors qu'en réalité le garçon se cache chez son ami Marco. En attendant de toucher l'argent de la rançon, les deux garçons invitent deux filles chez eux pour passer le temps, mais cette décision leur sera fatale à tous les deux.

## Fiche technique
- Titre français : L'Enfer dans la peau ou Le Vice dans la peau[1]
- Titre original : L'inferno addosso[2]
- Réalisation : Gianni Vernuccio
- Scénario : Gianni Vernuccio
- Photographie : Romolo Garroni (it)
- Montage : Gianni Vernuccio
- Musique : Pier Emilio Bassi (it)
- Décors : 	Francesco De Stefano
- Sociétés de production : Produzioni Vernuccio
- Pays de production :  Italie
- Langue originale : italien
- Format : Noir et blanc - Son mono - 35 mm
- Genre : Drame passionnel[1]
- Durée : 103 minutes
- Date de sortie : 
  - Italie : 12 décembre 1959
  - France : 15 novembre 1961[1]

## Distribution
- Sandro Luporini : Marco
- Annabella Incontrera : Michela Borsato
- Jeanine Falconi : Marguerite Melville, dite « Guiguite »
- Sandro Pizzochero : Andrea Ferzani
- Michele Riccardini : Ettore Ferzani
- Giuliana Rivera : la vendeuse
- Nando Cicero : le jeune policier